# Liste des délégués permanents de la France auprès de l'UNESCO
Cet article recense, par ordre chronologique, les personnalités qui ont occupé le poste d'ambassadeur, délégué permanent de la France auprès de l'Organisation des Nations unies pour l'éducation, la science et la culture (UNESCO) à son siège parisien.

## Liste
| Ambassadeur               | Décret de nomination | Décret de nomination | Photo |
| ------------------------- | -------------------- | -------------------- | ----- |
| Robert Morisset           |                      |                      |       |
| Olivier de Sayve          | 1961                 |                      |       |
| Jean Fernand-Laurent      | 1967                 |                      |       |
| Pierre Maillard           | 15 juin 1970         |                      |       |
| François Valéry (d)       | 30 janvier 1976      | [ a ]                |       |
| Jacqueline Baudrier       | 5 août 1981          | [ b ]                |       |
| Gisèle Halimi             | 13 avril 1985        | [ c ]                |       |
| Marie-Claude Cabana (d)   | 1er septembre 1986   | [ d ]                |       |
| François-Régis Bastide    | 10 novembre 1988     | [ e ]                |       |
| Jean-Pierre Angremy       | 26 avril 1990        | [ f ]                |       |
| Hervé Bourges             | 4 janvier 1994       | [ g ]                |       |
| Claude Harel (d)          | 23 février 1995      | [ h ]                |       |
| Françoise de Panafieu     | 4 septembre 1996     | [ i ]                |       |
| Jean Musitelli            | 24 septembre 1997    | [ j ]                |       |
| Jean Guéguinou            | 28 novembre 2002     | [ k ]                |       |
| Joëlle Bourgois           | 8 mars 2007          | [ l ]                |       |
| Catherine Colonna         | 26 mars 2008         | [ m ]                |       |
| Rama Yade                 | 23 décembre 2010     | [ n ]                |       |
| Daniel Rondeau            | 8 novembre 2011      | [ o ]                |       |
| Philippe Lalliot (d)      | 10 octobre 2013      | [ p ]                |       |
| Laurent Stefanini         | 7 avril 2016         | [ q ]                |       |
| Véronique Roger-Lacan (d) | 29 mai 2019          | [ r ]                |       |
| Philippe Franc (d)        | 4 avril 2023         | [ s ]                |       |

## Commentaire
Le fait que les personnalités nommées à ce poste soient souvent des femmes est parfois relevé,. Comme l'UNESCO traite de questions jugées moins essentielles que d'autres, cette observation est parfois commentée comme symptomatique de la vision qu'ont les dirigeants politiques français de la place des femmes en diplomatie.